# Central Line
Central Line – jedna z linii metra w Londynie, oznaczana kolorem czerwonym. Powstała w 1900 roku, choć od tego czasu jej trasa wielokrotnie zmieniała się. Łączna długość jej przebiegu wynosi 74 kilometry, co czyni ją najdłuższą ze wszystkich linii. Pociągi zatrzymują się na 49 stacjach. Z linii korzysta ok. 184 milionów pasażerów rocznie.

## Przebieg linii
Central Line należy do linii typu deep level, co oznacza, że na odcinkach podziemnych tor w każdym kierunku ułożony jest w osobnym tunelu, na średniej głębokości 20 metrów. Za główny odcinek linii uznać można część jej trasy od North Acton do Leytonstone. Siedem stacji na zachód od North Acton tworzy odgałęzienie West Ruislip. Na południowy zachód od tej stacji biegnie liczące 2 stacje odgałęzienie Ealing Broadway. Z kolei za Leytonstone linia rozdziela się na odgałęzienia Woodford i Epping. To pierwsze zatacza liczącą 10 stacji pętlę, po czym kończy swój bieg na leżącej na trasie drugiego odgałęzienia stacji Woodford. 
Tak skomplikowany układ linii powoduje, że w praktyce poza godzinami szczytu pociągi kursują na pięciu głównych trasach:
- West Ruislip – Epping
- Northolt – Loughton
- Ealing Broadway – Woodford (przez „pętlę”)
- Ealing Broadway – Hainault
- White City – Newbury Park

W godzinach szczytu dochodzą do tego także inne kombinacje.

## Tabor

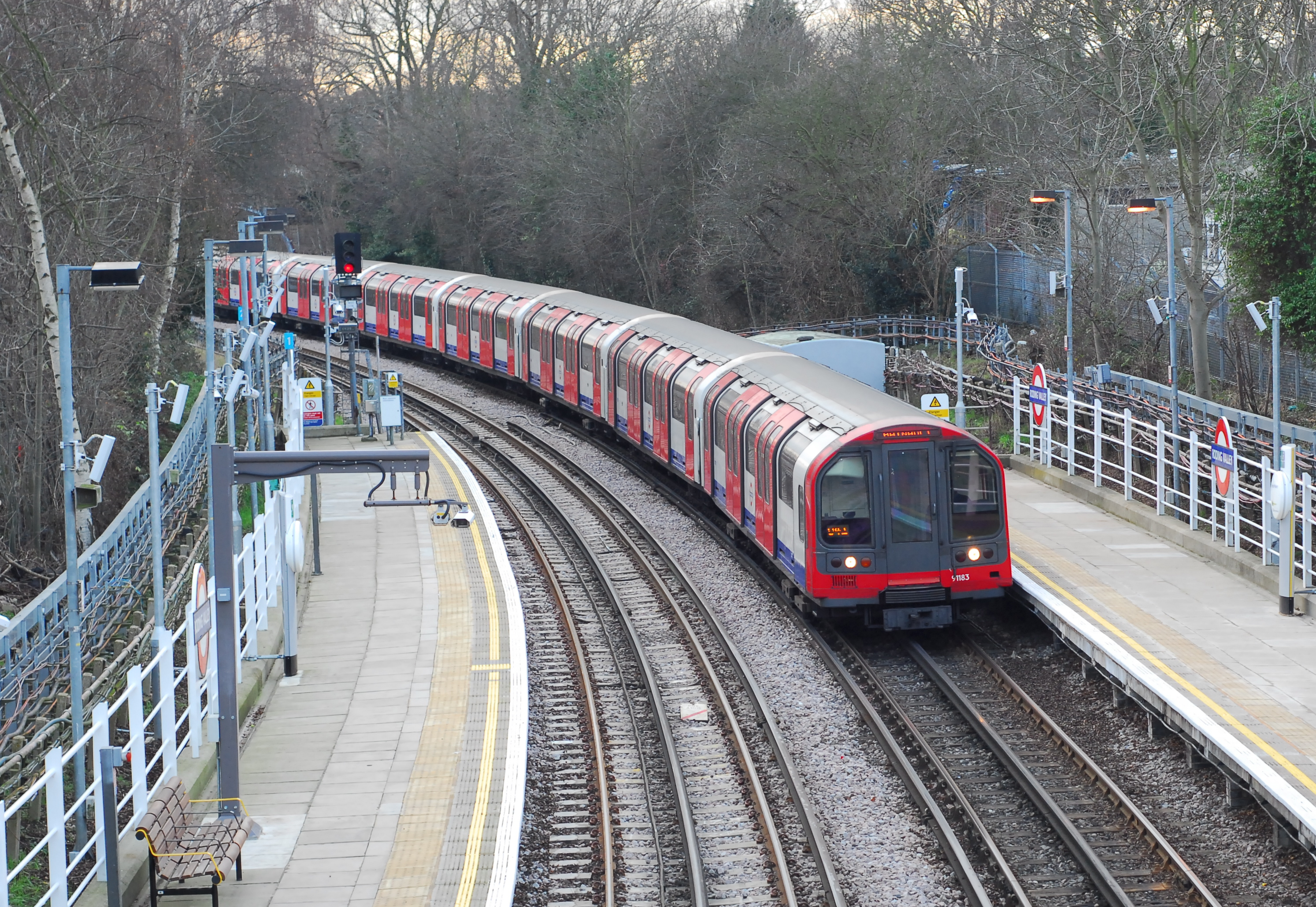
Pociąg klasy 1992 Stock

Linia obsługiwana jest przez pociągi klasy 1992 Stock, dostarczane w latach 1993–1995 przez koncern ABB. W godzinach szczytu jednocześnie pracują na niej 72 składy.